# Herzberg, Schweiz
Herxberg är ett berg i Schweiz. Det ligger i distriktet Aarau och kantonen Aargau, i den centrala delen av landet, 70 km nordost om huvudstaden Bern. Toppen på Herzberg är 750 meter över havet.